# 75è Festival Internacional de Cinema de Berlín
El 75è Festival Internacional de Cinema de Berlín, generalment anomenat Berlinale, va tenir lloc entre el 13 i el 23 de febrer de 2025 a Berlín, Alemanya. El cineasta estatunidenc Todd Haynes va ser nomenat president del jurat de la competició principal. Va ser la primera edició de Tricia Tuttle com a directora artística del festival després que Carlo Chatrian i Mariette Rissenbeek dimitíssin després de l'edició del 2024.
Drømmer dirigida per Dag Johan Haugerud va guanyar l'Ós d'Or. El Gran Premi del Jurat de l'Ós de Plata va ser atorgat a O Último Azul de Gabriel Mascaro. Mentre que l'Ós de Plata a la millor interpretació protagonista va ser atorgat a Rose Byrne per If I Had Legs I'd Kick You.
El festival va obrir amb la pel·lícula dramàtica alemanya Das Licht de Tom Tykwer. Durant la cerimònia d'inauguració, l'actriu britànica Tilda Swinton va rebre l'Ós d'Or honorífic.

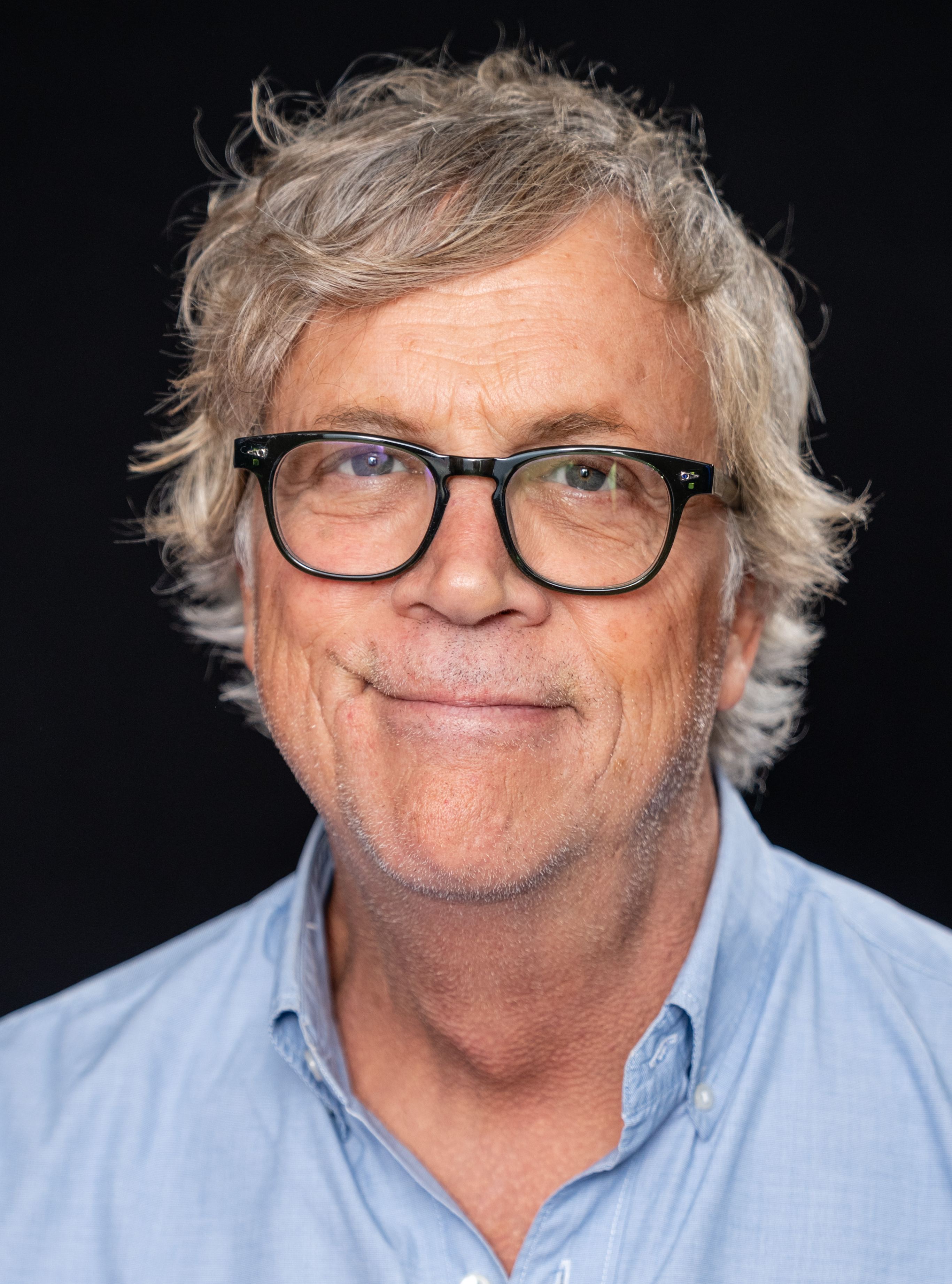
Todd Haynes, President del Jurat de la Competició Principal

## Jurats

### Competició Principal

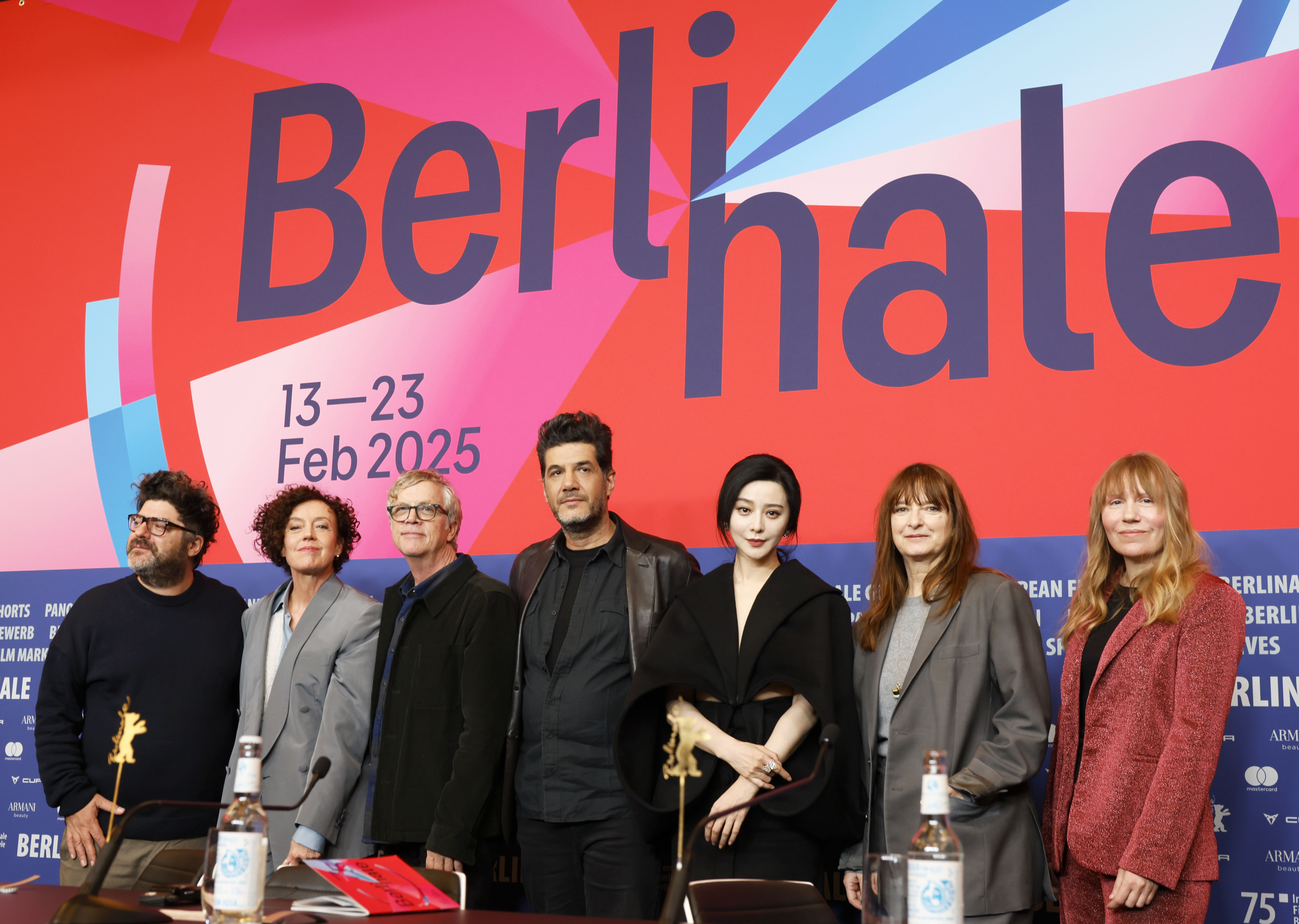
Jurat de la Berlinale 2025

- Todd Haynes, cineasta estatunidenc – President del jurat[1]
- Fan Bingbing, actriu xinesa[6]
- Maria Schrader, actriu i cineasta alemanya
- Rodrigo Moreno, cineasta argentí
- Nabil Ayouch, cineasta francomarroquí
- Bina Daigeler, dissenyadora de vestuari alemanya
- Amy Nicholson, crítica de cinema i autora americana

### Jurat de Perspectives (Premi GWFF al Millor Primer Llargmetratge)
- Meryam Joobeur, cineasta tunisiana[7]
- Aïssa Maïga, actriu francesa
- María Zamora, productora espanyola

### Competició de curtmetratges
- Dascha Dauenhauer, compositora alemanya
- Jing Haase, productora danesa
- Phạm Ngọc Lân, cineasta i productor vietnamita

### Jurat Generacional
- Emma Branderhorst, cineasta neerlandesa
- Ikoro Sekai, comissari de cinema canadenc al Festival Internacional de Cinema de Toronto
- Aslı Özarslan, cineasta alemanya

### Jurat del Premi de Documentals de la Berlinale
- Petra Costa, cineasta brasilera
- Lea Glob, cineasta danesa
- Kazuhiro Soda, cineasta japonès

## Seccions oficials

### Competició principal
Les següents pel·lícules van ser seleccionades per a la competició principal de l'Ós d'Or el 21 de gener de 2025:
| Títol                                                       | Director(s)                   | País de producció                                                    |
| ----------------------------------------------------------- | ----------------------------- | -------------------------------------------------------------------- |
| Ari                                                         | Léonor Serraille              | França, Bèlgica                                                      |
| Blue Moon                                                   | Richard Linklater             | Estats Units, Irlanda                                                |
| O Último Azul                                               | Gabriel Mascaro               | Brasil, Mèxic, Xile, Països Baixos                                   |
| Dreams                                                      | Michel Franco                 | Mèxic, Estats Units                                                  |
| Drømmer                                                     | Dag Johan Haugerud            | Noruega                                                              |
| Girls on Wire 想飞的女孩                                    | Vivian Qu                     | R.P. de la Xina                                                      |
| Hot Milk                                                    | Rebecca Lenkiewicz            | Regne Unit, Grècia                                                   |
| La Tour de Glace                                            | Lucile Hadžihalilović         | França, Alemanya, Itàlia                                             |
| If I Had Legs I'd Kick You                                  | Mary Bronstein                | Estats Units                                                         |
| Kontinental '25                                             | Radu Jude                     | Romania, Brasil, Suïssa, Regne Unit, Luxemburg                       |
| Living the Land 生息之地                                    | Huo Meng                      | R.P. de la Xina                                                      |
| El mensaje                                                  | Iván Fund                     | Argentina, Espanya                                                   |
| Mother's Baby                                               | Johanna Moder                 | Àustria, Suïssa, Alemanya                                            |
| Reflet dans un diamant mort                                 | Hélène Cattet i Bruno Forzani | Bèlgica, Luxemburg, Itàlia, França                                   |
| La Cache                                                    | Lionel Baier                  | Suïssa, Luxemburg, França                                            |
| Timestamp Стрічка часу                                      | Kateryna Gornostai            | Ucraïna, Luxemburg, Països Baixos, França                            |
| Was Marielle weiß                                           | Frédéric Hambalek             | Alemanya                                                             |
| What Does That Nature Say to You 그 자연이 네게 뭐라고 하니 | Hong Sang-soo                 | Corea del Sud                                                        |
| Yunan يونان                                                 | Ameer Fakher Eldin            | Alemanya, Canadà, Itàlia, Palestina, Qatar, Jordània, Aràbia Saudita |

### Berlinale Special
Les següents pel·lícules estan seleccionades per a la projecció de la Berlinale Special:
| Títol                                               | Director(s)                             | País de producció                                |
| Gala Especial Berlinale                             | Gala Especial Berlinale                 | Gala Especial Berlinale                          |
| --------------------------------------------------- | --------------------------------------- | ------------------------------------------------ |
| After This Death                                    | Lucio Castro                            | Estats Units                                     |
| A Complete Unknown                                  | James Mangold                           | Estats Units                                     |
| Köln 75                                             | Ido Fluk                                | Alemanya, Polònia, Bèlgica                       |
| Das Licht (pel·lícula d'obertura)                   | Tom Tykwer                              | Alemanya, França                                 |
| Heldin                                              | Petra Volpe                             | Suïssa, Alemanya                                 |
| Lurker                                              | Alex Russell                            | Estats Units, Itàlia                             |
| Mickey 17                                           | Bong Joon-ho                            | Estats Units, Corea del Sud                      |
| The Narrow Road to the Deep North (sèrie)           | Justin Kurzel                           | Austràlia                                        |
| The Thing with Feathers                             | Dylan Southern                          | Regne Unit                                       |
| Berlinale Special                                   |                                         |                                                  |
| Je n’avais que le néant – "Shoah" par Lanzmann      | Guillaume Ribot                         | França                                           |
| Ancestral Visions of the Future                     | Lemohang Jeremiah Mosese                | França, Lesotho, Alemanya, Aràbia Saudita, Qatar |
| A melhor mãe do mundo                               | Anna Muylaert                           | Brasil, Argentina                                |
| Das Deutsche Volk                                   | Marcin Wierzchowski                     | Alemanya                                         |
| Friendship's Death (1987)                           | Peter Wollen                            | Regne Unit                                       |
| Honey Bunch                                         | Madeleine Sims-Fewer i Dusty Mancinelli | Canadà                                           |
| Michtav Le'David                                    | Tom Shoval                              | Israel, Estats Units                             |
| Islands                                             | Jan-Ole Gerster                         | Alemanya                                         |
| Leibniz – Chronik eines verschollenen Bildes        | Edgar Reitz i Anatol Schuster           | Alemanya                                         |
| My Undesirable Friends: Part I — Last Air in Moscow | Julia Loktev                            | Estats Units                                     |
| Kein Tier. So Wild.                                 | Burhan Qurbani                          | Alemanya, Polònia, França                        |
| The Old Woman with the Knife 파과                   | Min Kyu-dong                            | Corea del Sud                                    |
| Shoah (1985)                                        | Claude Lanzmann                         | França                                           |

### Perspectives
14 pel·lícules competiran pel Premi a la Millor Opera Prima. Les següents pel·lícules van ser seleccionades per a la primera edició de la secció Perspectives:
| Títol                                                                           | Director(s)                         | País de producció                               |
| ------------------------------------------------------------------------------- | ----------------------------------- | ----------------------------------------------- |
| BLKNWS: Terms & Conditions                                                      | Kahlil Joseph                       | Estats Units                                    |
| El Diablo Fuma (y guarda las cabezas de los cerillos quemados en la misma caja) | Ernesto Martínez Bucio              | Mèxic                                           |
| Eel 河鰻                                                                        | Chu Chun-Teng                       | Taiwan                                          |
| Minden Rendben                                                                  | Bálint Dániel Sós                   | Hongria                                         |
| Wie man normal ist und die Merkwürdigkeiten der anderen Welt                    | Florian Pochlatko                   | Àustria                                         |
| Kaj ti je deklica                                                               | Urška Djukić                        | Eslovènia, Itàlia, Croàcia, Sèrbia              |
| Mad Bills to Pay (or Destiny, dile que no soy malo)                             | Joel Alfonso Vargas                 | Estats Units                                    |
| Mit der Faust in die Welt schlagen                                              | Constanze Klaue                     | Alemanya                                        |
| The Settlement المستعمرة                                                        | Mohamed Rashad                      | Egipte, França, Alemanya, Qatar, Aràbia Saudita |
| Shadowbox বাক্স বন্দি                                                               | Tanushree Das i Saumyananda Sahi    | Índia, França, Estats Units, Espanya            |
| Le rendez-vous de l'été                                                         | Valentine Cadic                     | França                                          |
| Duas vezes João Liberada                                                        | Paula Tomás Marques                 | Portugal                                        |
| On vous croit                                                                   | Arnaud Dufeys i Charlotte Devillers | Bèlgica                                         |
| Come la notte                                                                   | Liryc Dela Cruz                     | Itàlia, Filipines                               |

### Competició de curtmetratges de la Berlinale
Les següents pel·lícules estan seleccionades per a la secció de competició Ós d'Or al curtmetratge de la Berlinale:
| Títol                                          | Director(s)                          | País de producció                |
| ---------------------------------------------- | ------------------------------------ | -------------------------------- |
| After Colossus                                 | Timoteus Anggawan Kusno              | Itàlia, Indonèsia, Països Baixos |
| Anba dlo                                       | Luiza Calagian i Rosa Caldeira       | Cuba, Brasil, Haití              |
| Because of (U)                                 | Tohé Commaret                        | França                           |
| Casa chica                                     | Lau Charles                          | Mèxic                            |
| Prekid vatre                                   | Jakob Krese                          | Alemanya, Itàlia, Eslovènia      |
| Children's Day                                 | Giselle Lin                          | Singapur                         |
| Dar band                                       | Hesam Eslami                         | Iran                             |
| Casi septiembre                                | Lucía G. Romero                      | Espanya                          |
| Extracurricular Activity 课外活动              | Dean Wei i Xu Yidan                  | R.P. de la Xina                  |
| Comment ça va?                                 | Caroline Poggi i Jonathan Vinel      | França                           |
| Rückblickend Betrachtet                        | Daniel Asadi Faezi i Mila Zhluktenko | Alemanya                         |
| Koki, Ciao                                     | Quenton Miller                       | Països Baixos                    |
| Élő kövek                                      | Jakob Ladányi Jancsó                 | Hongria                          |
| Lloyd Wong, Unfinished                         | Lesley Loksi Chan                    | Canadà                           |
| Ordinary Life 普通の生活                       | Yoriko Mizushiri                     | França, Japó                     |
| Mother's Child                                 | Naomi Noir                           | Països Baixos                    |
| Sammi, Who Can Detach His Body Parts           | Rein Maychaelson                     | Indonèsia                        |
| Kámen Osudu                                    | Julie Černá                          | Txèquia                          |
| Their Eyes                                     | Nicolas Gourault                     | França                           |
| Through Your Eyes 夏威夷见                     | Nelson Yeo                           | Singapur                         |
| Berlinale Shorts Special                       |                                      |                                  |
| Tant qu'il nous reste des fusils à pompe (2014 | Caroline Poggi i Jonathan Vinel      | França                           |
| Happy Doom (2023)                              | Billy Roisz                          | Àustria                          |
| Night Fishing 파란만장 (2011)                  | Park Chan-wook i Park Chan-kyong     | Corea del Sud                    |
| Three Stones for Jean Genet (2014)             | Frieder Schlaich                     | Alemanya                         |
| Vilaine fille mauvais garçon (2012)            | Justine Triet                        | França                           |
| Vita Lakamaya (2016)                           | Akihito Izuhara                      | Japó                             |

### Panorama
Les següents pel·lícules van ser seleccionades per a la secció Panorama:
| Títol                             | Director(s)                                                        | País de producció                                   |
| --------------------------------- | ------------------------------------------------------------------ | --------------------------------------------------- |
| 1001 Frames                       | Mehrnoush Alia                                                     | Estats Units                                        |
| Begyndelser                       | Jeanette Nordahl                                                   | Dinamarca, Suècia, Bèlgica                          |
| Zikaden                           | Ina Weisse                                                         | Alemanya, França                                    |
| Confidente                        | Çağla Zencirci i Guillaume Giovanetti                              | Turquia, França, Luxemburg                          |
| Sorda                             | Eva Libertad                                                       | Espanya                                             |
| Delicious                         | Nele Mueller-Stöfen                                                | Alemanya                                            |
| Dreamers                          | Joy Gharoro-Akpojotor                                              | Regne Unit                                          |
| Dreams in Nightmares              | Shatara Michelle Ford                                              | Estats Units, Taiwan, Regne Unit                    |
| Schwesterherz                     | Sarah Miro Fischer                                                 | Alemanya, Espanya                                   |
| The Heart Is a Muscle             | Imran Hamdulay                                                     | Sud-àfrica, Aràbia Saudita                          |
| Hjem kaere hjem                   | Frelle Petersen                                                    | Dinamarca                                           |
| Hysteria                          | Mehmet Akif Büyükatalay                                            | Alemanya                                            |
| L' Incroyable femme des neiges    | Sébastien Betbeder                                                 | França                                              |
| Lesbian Space Princess            | Emma Hough Hobbs i Leela Varghese                                  | Austràlia                                           |
| Looking for Langston (1989)       | Isaac Julien                                                       | Regne Unit                                          |
| The Longing ミックスモダン        | Toshizo Fujiwara                                                   | Japó                                                |
| Magic Farm                        | Amalia Ulman                                                       | Estats Units, Argentina                             |
| Die Möllner Briefe                | Martina Priessner                                                  | Alemanya                                            |
| Ato Noturno                       | Marcio Reolon i Filipe Matzembacher                                | Brasil                                              |
| Olmo                              | Fernando Eimbcke                                                   | Estats Units, Mèxic                                 |
| Once Again... (Statues Never Die) | Isaac Julien                                                       | Regne Unit                                          |
| Die Affäre Cum-EX (sèrie)         | Dustin Loose i Kaspar Munk                                         | Alemanya, Dinamarca, Àustria                        |
| Peter Hujar's Day                 | Ira Sachs                                                          | Estats Units, Alemanya                              |
| Queerpanorama 眾生相              | Jun Li                                                             | Estats Units, Hong Kong, R.P. de la Xina            |
| Silent Sparks 愛作歹              | Ping Chu                                                           | Taiwan                                              |
| Den stygge stesøsteren            | Emilie Blichfeldt                                                  | Noruega, Polònia, Suècia, Dinamarca                 |
| Welcome Home Baby                 | Andreas Prochaska                                                  | Àustria, Alemanya                                   |
| Panorama Dokumente                |                                                                    |                                                     |
| Bedrock                           | Kinga Michalska                                                    | Canadà                                              |
| Ich will alles. Hildegard Knef    | Luzia Schmid                                                       | Alemanya                                            |
| Khartoum                          | Anas Saeed, Rawia Alhag, Ibrahim Snoopy, Timeea M Ahmed i Phil Cox | Sudan, Regne Unit, Alemanya, Qatar                  |
| Listy z Wilczej                   | Arjun Talwar                                                       | Polònia, Alemanya                                   |
| Monk in Pieces                    | Billy Shebar                                                       | Estats Units                                        |
| Paul                              | Denis Côté                                                         | Canadà                                              |
| Satanische Sau                    | Rosa von Praunheim                                                 | Alemanya                                            |
| Bajo las banderas, el sol         | Juanjo Pereira                                                     | Paraguai, Argentina, Estats Units, França, Alemanya |
| Yalla Parkour                     | Areeb Zuaiter                                                      | Palestina, Suècia. Qatar, Aràbia Saudita            |

### Forum
Les següents pel·lícules van ser seleccionades per a la secció Fòrum:
| Títol                                                           | Director(s)                                   | País de producció               |
| --------------------------------------------------------------- | --------------------------------------------- | ------------------------------- |
| 2024 (2023)                                                     | Stefan Hayn                                   | Alemanya                        |
| After Dreaming                                                  | Christine Haroutounian                        | Estats Units, Armènia, Mèxic    |
| Cadet                                                           | Adilkhan Yerzhanov                            | Kazakhstan                      |
| Canone effimero                                                 | Gianluca De Serio i Massimiliano De Serio     | Itàlia                          |
| Colosal                                                         | Nayibe Tavares-Abel                           | República Dominicana            |
| Restitucija, ili, San i java stare garde                        | Želimir Žilnik                                | Sèrbia, Eslovènia               |
| Evidence                                                        | Lee Anne Schmitt                              | Estats Units                    |
| Fwends                                                          | Sophie Somerville                             | Austràlia                       |
| Holding Liat                                                    | Brandon Kramer                                | Estats Units                    |
| Batim                                                           | Veronica Nicole Tetelbaum                     | Israel, Alemanya                |
| Wenn du Angst hast nimmst du dein Herz in den Mund und lächelst | Marie Luise Lehner                            | Àustria                         |
| Janine zieht aufs Land                                          | Jan Eilhardt                                  | Alemanya                        |
| Der Kuss des Grashüpfers                                        | Elmar Imanov                                  | Alemanya, Luxemburg, Itàlia     |
| little boy                                                      | James Benning                                 | Estats Units                    |
| La memoria de las mariposas                                     | Tatiana Fuentes Sadowski                      | Perú, Portugal                  |
| Minimals in a Titanic World                                     | Philbert Aimé Mbabazi Sharangabo              | Ruanda, Alemanya, Cambodja      |
| Unsere Zeit wird kommen                                         | Ivette Löcker                                 | Àustria                         |
| Palliativstation                                                | Philipp Döring                                | Alemanya                        |
| Punku                                                           | Juan Daniel Fernández Molero                  | Perú, Espanya                   |
| Queer as Punk 酷兒解放曲                                        | Yihwen Chen                                   | Malàisia, Indonèsia             |
| The Sense of Violence 폭력의 감각                               | Kim Mooyoung                                  | Corea del Sud                   |
| Sirens Call                                                     | Miri Ian Gossing i Lina Sieckmann             | Alemanya, Països Baixos         |
| Spring Night 봄밤                                               | Kang Mi-ja                                    | Corea del Sud                   |
| The Swan Song of Fedor Ozerov                                   | Yuri Semashko                                 | Lituània                        |
| Vaghachipani                                                    | Natesh Hegde                                  | Índia, Singapur                 |
| Chas pidlotu                                                    | Vitaly Mansky                                 | Letònia, Txèquia, Ucraïna       |
| The Trio Hall 三廳電影                                          | Su Hui-yu                                     | Taiwan                          |
| Underground アンダーグラウンド                                  | Kaori Oda                                     | Japó                            |
| What's Next? 然后呢                                             | Cao Yiwen                                     | Hong Kong, R.P. de la Xina      |
| When Lightning Flashes Over the Sea                             | Eva Neymann                                   | Alemanya, Ucraïna               |
| Forum Expanded                                                  |                                               |                                 |
| Alternatives Denkmal für Deutschland (ADfD)                     | Alternative Monument                          | Alemanya                        |
| beneath the placid lake                                         | Kush Badhwar i Vyjayanthi Rao                 | Índia, Finlàndia                |
| Chang Gyeong 창경                                               | Jangwook Lee                                  | Corea del Sud                   |
| Mikuba                                                          | Petna Ndaliko Katondolo                       | Rep. del Congo, Estats Units    |
| Extra Life (and Decay)                                          | Stéphanie Lagarde                             | Països Baixos, França           |
| Mua besoj më shpëtoj portreti                                   | Alban Muja                                    | Kosovo, Països Baixos           |
| J-N-N                                                           | Ginan Seidl                                   | Alemanya                        |
| Akher Youm                                                      | Mahmoud Ibrahim                               | Egipte                          |
| Cartas do Absurdo                                               | Gabraz Sanna                                  | Brasil                          |
| Miraculous Accident                                             | Assaf Gruber                                  | Alemanya, Àustria               |
| Mirage: Eigenstate                                              | Riar Rizaldi                                  | Indonèsia, Regne Unit, Portugal |
| Mountain Roars                                                  | Chonchanok Thanatteepwong i Pobwarat Maprasob | Tailàndia                       |
| Al Basateen                                                     | Antoine Chapon                                | França, Àustria                 |
| Photosynthesizing Dead in Warehouse 광합성하는 죽음             | Jeamin Cha                                    | Corea del Sud                   |
| Portales                                                        | Elena Duque                                   | Espanya                         |
| RAPTURE                                                         | Alisa Berger                                  | França, Alemanya                |
| Pidikwe                                                         | Caroline Monnet                               | Canadà                          |
| Sinking Suns                                                    | Neda Saeedi                                   | Àustria, Alemanya               |
| Spetsialna Operatsiia                                           | Oleksiy Radynski                              | Ucraïna, Lituània               |
| STARS                                                           | STARS Collective                              | Regne Unit, Alemanya            |
| Tin City                                                        | Feargal Ward                                  | Irlanda                         |
| Chi'bal K'iin                                                   | Kevin Jerome Everson                          | Estats Units                    |
| Wilfred Buck                                                    | Lisa Jackson                                  | Canadà                          |
| Zizi (ou oração da jaca fabulosa)                               | Felipe M. Bragança                            | Brasil                          |
| Forum Special                                                   |                                               |                                 |
| Fruit Farm 果场                                                 | Nana Xu                                       | Alemanya, R.P. de la Xina       |
| Shinagani gazapkhulebis q'vaviloba                              | Tiku Kobiashvili                              | Geòrgia                         |
| Iracema: Uma Transa Amazônica (1975)                            | Jorge Bodanzky i Orlando Senna                | Brasil, RFA                     |
| Das falsche Wort (1987)                                         | Katrin Seybold                                | RFA                             |
| The Long Road to the Director's Chair                           | Vibeke Løkkeberg                              | Noruega                         |
| Mes fantômes arméniens                                          | Tamara Stepanyan                              | França, Armènia                 |
| Nagota                                                          | Sabina Bakaeva                                | Uzbekistan, França              |
| Scars of a Putsch                                               | Nathalie Borgers                              | Àustria, Bèlgica                |

### Generation
Les següents pel·lícules van ser seleccionades per a les seccions Generation:
| Títol                                     | Director(s)                                               | País de producció                     |                  |
| Generation Kplus                          | Generation Kplus                                          | Generation Kplus                      | Generation Kplus |
| ----------------------------------------- | --------------------------------------------------------- | ------------------------------------- | ---------------- |
| Akababuru: Expresión de asombro           | Irati Dojura Landa Yagarí                                 | Colòmbia                              |                  |
| Autokar (curt)                            | Sylwia Szkiłądź                                           | Bèlgica, França                       |                  |
| The Botanist 植物学家                     | Jing Yi                                                   | R.P. de la Xina                       |                  |
| Zirkuskind                                | Julia Lemke i Anna Koch                                   | Alemanya                              |                  |
| Tief unten                                | Vera van Wolferen                                         | Països Baixos                         |                  |
| Ruse (curt)                               | Rhea Shukla                                               | Índia                                 |                  |
| Juanita (curt)                            | Karen Joaquín i Uliane Tatit                              | Espanya                               |                  |
| El paso (curt)                            | Roberto Tarazona                                          | Cuba                                  |                  |
| Little Rebels Cinema Club (curt)          | Khozy Rizal                                               | Indonèsia                             |                  |
| Maya, donne-moi un titre'                 | Michel Gondry                                             | França                                |                  |
| A Natureza das Coisas Invisíveis          | Rafaela Camelo                                            | Brasil, Xile                          |                  |
| On a Sunday at Eleven (curt)              | Alicia K. Harris                                          | Canadà                                |                  |
| Only on Earth                             | Robin Petré                                               | Dinamarca, Espanya                    |                  |
| Seaside Serendipity 海辺へ行く道          | Satoko Yokohama                                           | Japó                                  |                  |
| Space Cadet                               | Kid Koala                                                 | Canadà                                |                  |
| A Story about Fire 燃比娃                 | Li Wenyu                                                  | R.P. de la Xina                       |                  |
| Pohádky Po Babičce                        | David Súkup, Patrik Pašš, Leon Vidmar i Jean-Claude Rozec | Txèquia, Eslovènia, Eslovènia, França |                  |
| Anngeerdardardor (curt)                   | Christoffer Rizvanovic Stenbakken                         | Dinamarca, Groenlàndia                |                  |
| Ornmol (curt)                             | Marlikka Perdrisat                                        | Austràlia                             |                  |
| Generation 14plus                         |                                                           |                                       |                  |
| Arame farpado                             | Gustavo de Carvalho                                       | Brasil                                |                  |
| Beneath Which Rivers Flow (curt)          | Ali Yahya                                                 | Iraq                                  |                  |
| Christy                                   | Brendan Canty                                             | Regne Unit, Irlanda                   |                  |
| Ne réveillez pas l'enfant qui dort (curt) | Kevin Aubert                                              | Senegal, França, Marroc               |                  |
| Fantas (curt)                             | Halima Elkhatabi                                          | Canadà                                |                  |
| Howl (curt)                               | Domini Marshall                                           | Austràlia                             |                  |
| Julian and the Wind (curt)                | Connor Jessup                                             | Canadà                                |                  |
| Sous ma fenêtre, la boue (curt)           | Violette Delvoye                                          | França, Bèlgica                       |                  |
| I Agries Meres Mas                        | Vasilis Kekatos                                           | Grècia, França                        |                  |
| Paternal Leave                            | Alissa Jung                                               | Alemanya, Itàlia                      |                  |
| Hora do Recreio                           | Lúcia Murat                                               | Brasil                                |                  |
| Quaker (curt)                             | Giovanna Molina                                           | Estats Units                          |                  |
| Zečji nasip                               | Čejen Černić Čanak                                        | Croàcia, Lituània, Eslovènia          |                  |
| Atardecer en América                      | Matías Rojas Valencia                                     | Brasil, Xile, Colòmbia                |                  |
| Sunshine                                  | Antoinette Jadaone                                        | Filipines                             |                  |
| Daye: Seret Ahl El Daye                   | Karim El Shenawy                                          | Egipte                                |                  |
| Têtes Brûlées                             | Maja Ajmia Yde Zellama                                    | Bèlgica                               |                  |
| Village Rockstars 2                       | Rima Das                                                  | Índia, Singapur                       |                  |
| Wish You Were Ear (curt)                  | Mirjana Balogh                                            | Hongria                               |                  |
| Uiksaringitara                            | Zacharias Kunuk                                           | Canadà                                |                  |
| Generation 14plus – Projeccions especials |                                                           |                                       |                  |
| De menor (sèrie)                          | Caru Alves de Souza                                       | Brasil                                |                  |

### Berlinale Classics
Les següents pel·lícules van ser seleccionades per a la secció Berlinale Classics:
| Títol                               | Director(s)                      | País de producció |
| ----------------------------------- | -------------------------------- | ----------------- |
| Harry el Brut (1971)                | Don Siegel                       | Estats Units      |
| Vestida de azul (1983)              | Antonio Giménez-Rico             | Espanya           |
| The Goddess (1934) 神女             | Wu Yonggang                      | R.P. de la Xina   |
| Hell's Angels (1930)                | Howard Hughes i James Whale      | Estats Units      |
| The Paradine Case (1947)            | Alfred Hitchcock                 | Estats Units      |
| Naerata ometi (1985)                | Leida Laius i Arvo Iho           | Unió Soviètica    |
| Solo Sunny (1980)                   | Konrad Wolf i Wolfgang Kohlhaase | RFA               |
| The Wife of Seisaku (1965) 清作の妻 | Yasuzô Masumura                  | Japó              |

### Retrospectiva
Les següents pel·lícules van ser seleccionades per a la secció Retrospectiva:
| Títol                             | Director(s)          | País de producció |
| --------------------------------- | -------------------- | ----------------- |
| Blutiger Freitag (1972)           | Rolf Olsen           | RFA, Itàlia       |
| Mädchen mit Gewalt (1970)         | Roger Fritz          | RFA               |
| Nelken in Aspik (1976)            | Günter Reisch        | RFA               |
| Deadlock (1970)                   | Roland Klick         | RFA               |
| Nicht schummeln, Liebling! (1973) | Joachim Hasler       | RDA               |
| Männer sind zum Lieben da (1970)  | Eckhart Schmidt      | RFA               |
| Hut ab, wenn du küsst! (1971)     | Rolf Losansky        | RDA               |
| Jonathan (1970)                   | Hans W. Geißendörfer | RFA               |
| Lady Dracula (1978)               | Franz Josef Gottlieb | RFA               |
| Einer von uns beiden (1974)       | Wolfgang Petersen    | RFA               |
| Orpheus in der Unterwelt (1973)   | Horst Bonnet         | RDA               |
| Rocker (1972)                     | Klaus Lemke          | RFA               |
| Fleisch (1979)                    | Rainer Erler         | RFA               |
| Fremde Stadt (1972)               | Rudolf Thome         | RFA               |
| Die Zärtlichkeit der Wölfe (1973) | Ulli Lommel          | RFA               |

### Berlinale EFM
Les següents pel·lícules van ser seleccionades per a la secció fora de competició de l'EFM:
- 100 Liters of Gold, dirigida per Teemu Nikki ( Finlàndia)
- Abode of Down, dirigida per Kristina Shtubert ( Alemanya)
- About Woman, dirigida per Maurice Trouwborst ( Països Baixos)
- The Forbidden City, dirigida per Gabriele Mainetti ( Itàlia)
- Loss of Balance, dirigida per Korek Bojanowski ( Polònia)
- Luisa, dirigida per Julia Roesler ( Alemanya)
- The Last Beautiful Thing, dirigida per Luca Luongo ( Itàlia)
- Muganga, dirigida per Marie-Hélène Roux ( França)
- Mr. Burton, dirigida per Marc Evans ( Regne Unit)
- Silent Storms, dirigida per Dania Reymond-Boughenou ( França)
- Le rendez-vous de l'été, dirigida per Valentine Cadic ( França)
- The Art Whisperer, dirigida per Flemming Fynsk ( Estats Units)
- The Perfect Gamble, dirigida per Danny Abeckaser ( Estats Units)
- The Things You Kill, dirigida per Alireza Khatami ( França,  Canadà)
- The Rule of Jenny Pen, dirigida per James Ashcroft ( Nova Zelanda)
- Vena, dirigida per Chiara Fleischhacker ( Alemanya)
- Vindicta, dirigida per Dominik Sedlar ( Croàcia)

## Premis oficials

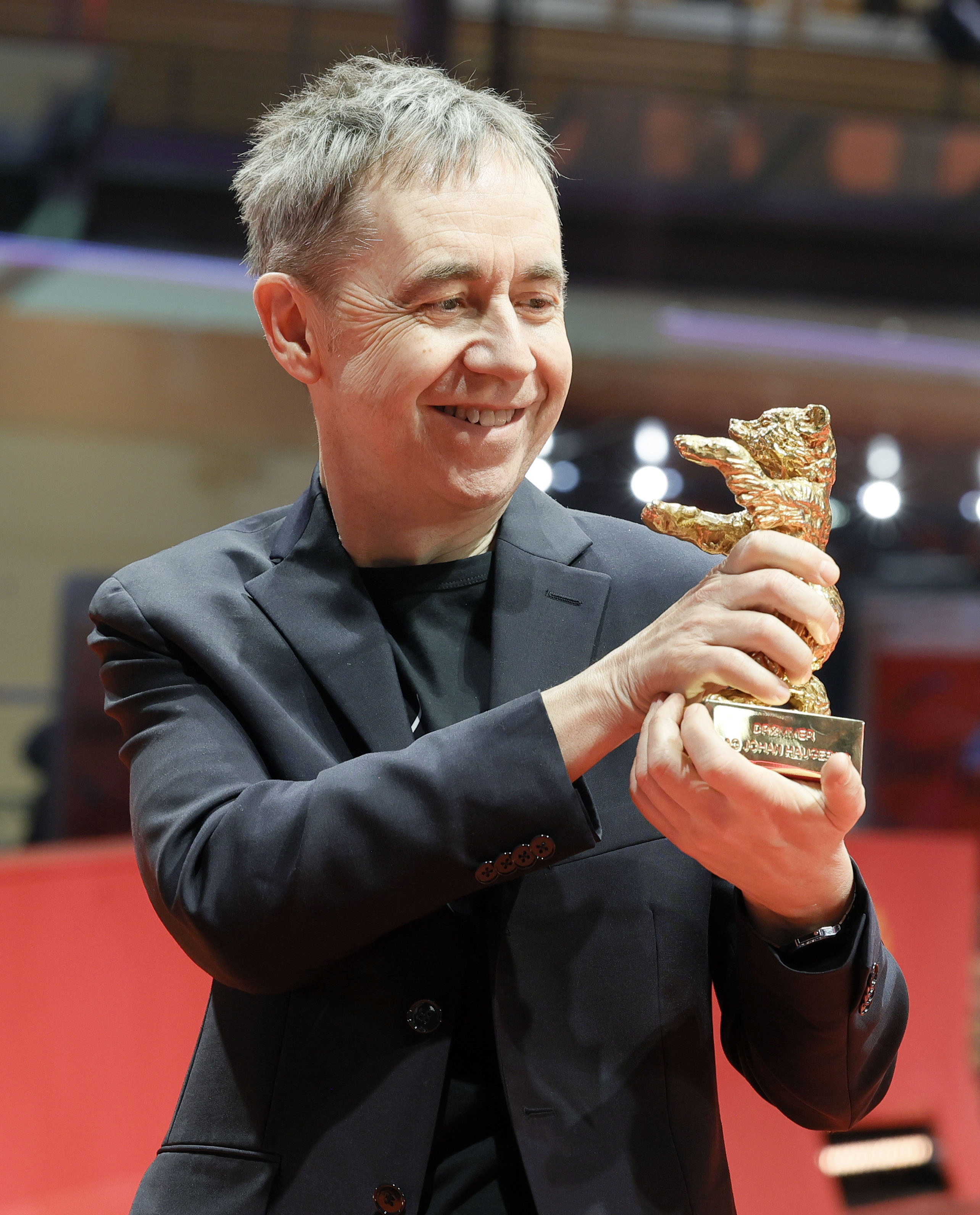
Dag Johan Haugerud, Guanyador de l'Ós d'Or

### Competició oficial
- Ós d'Or: Drømmer de Dag Johan Haugerud[3]
- Gran Premi del Jurat: O Último Azul de Gabriel Mascaro
- Ós de Plata del Jurat: El mensaje d'Iván Fund
- Os de Plata al millor director: Huo Meng per Living the Land
- Os de Plata a la millor interpretació protagonista: Rose Byrne per If I Had Legs I'd Kick You
- Os de Plata a la millor interpretació de repartiment: Andrew Scott per Blue Moon
- Os de Plata al millor guió: Radu Jude per Kontinental '25
- Os de Plata a la contribució artística destacada: Lucile Hadžihalilović i el repartiment creatiu de La Tour de Glace

### Os d'Or honorífic
- Tilda Swinton[5]

### Berlinale Camera
- Rainer Rother[15]

### Premi GWFF a la millor primera pel·lícula
- El Diablo Fuma (y guarda las cabezas de los cerillos quemados en la misma caja) d'Ernesto Martínez Bucio[3]
  - Menció especial: On vous croit d'Arnaud Dufeys i Charlotte Devillers

### Premi Berlinale Documental
- Holding Liat de Brandon Kramer[3]
  - Menció especial:
    - La memoria de las mariposas de Tatiana Fuentes Sadowski
    - Canone effimero de Gianluca De Serio, Massimiliano De Serio

### Competició de Curtmetratges Berlinale
- Os d'Or al millor curtmetratge: Lloyd Wong, Unfinished de Lesley Loksi Chan[3]
- Ós de Plata al millor curtmetratge: Ordinary Life de Yoriko Mizushiri
- Premi Especial CUPRA: Koki, Ciao de Quenton Miller

### Generation

#### Generation Kplus – Jurat infantil
- Os de Cristall a la millor pel·lícula: Maya, donne-moi un titre' de Michel Gondry[16]
  - Menció especial: Zirkuskind de Julia Lemke i Anna Koch
- Os de Cristall al millor curtmetratge': Little Rebels Cinema Club de Khozy Rizal
  - Menció especial: Down in the Dumps de Vera van Wolferen

#### Generation 14plus – Premi del Jurat Juvenil
- Os de Cristall a la millor pel·lícula: Sunshine d'Antoinette Jadaone[16]
  - Menció especial: Hora do Recreio de Lúcia Murat
- Os de Cristall al millor curtmetratge: Wish You Were Ear de Mirjana Balogh
  - Menció especial: Atardecer en América de Matías Rojas Valencia

#### Generation Kplus – Jurat Internacional
- Gran Premi a la millor pel·lícula a Generation Kplus: The Botanist de Jing Yi[16]
  - Menció especial: Seaside Serendipity de Satoko Yokohama
- Premi Especial al millor curtmetratge a Generation Kplus: Autokar de Sylwia Szkiłądź
  - Menció especial: Akababuru: Expression of Astonishment d'Irati Dojura Landa Yagarí

#### Generation 14plus – Jurat Internacional
- Gran Premi a la millor pel·lícula a Generation 14plus: Christy de Brendan Canty[16]
  - Menció especial: Têtes Brûlées de Maja-Ajmia Yde Zellama
- Premi Especial al millor curtmetratge a Generation 14plus: Don’t Wake the Sleeping Child de Kevin Aubert
  - Menció especial: Beneath Which Rivers Flow  d'Ali Yahya

## Premis Independents

### Premi del Jurat Ecumènic
- O Último Azul  dey Gabriel Mascaro (Competició)[17]
- The Heart Is a Muscle d'Imran Hamdulay (Panorama)
- Holding Liat de Brandon Kramer (Forum)

### Premis FIPRESCI
- Drømmer de Dag Johan Haugerud (Competició)
- Kaj ti je deklica d'Urška Djukić (Perspectives)
- Bajo las banderas, el sol  de Juanjo Pereira (Panorama)
- La memoria de las mariposas de Tatiana Fuentes Sadowski (Forum)

### Premi del Públic Panorama
- Sorda d'Eva Libertad
- 2n lloc: Lesbian Space Princess d'Emma Hough Hobbs i Leela Varghese
- 3r lloc: Home Sweet Home de Frelle Petersen

### Premi del Públic Panorama – Documental
- Die Möllner Briefe de Martina Priessner
- 2n lloc: Yalla Parkour de Areeb Zuaiter
- 3r lloc: Khartoum d'Anas Saeed, Rawia Alhag, Ibrahim Snoopy, Timeea M Ahmed i Phil Cox

### Premi Teddy
- Millor llargmetratge: Lesbian Space Princess d'Emma Hough Hobbs and Leela Varghese
- 'Millor documental: Satanic Sow de Rosa von Praunheim
- Millor curtmetratge: Lloyd Wong, Unfinished de Lesley Loksi Chan
- Premi del Jurat: Wenn du Angst hast nimmst du dein Herz in den Mund und lächelst de Marie Luise Lehner
- Premi especial : Todd Haynes

### Premi del Gremi de Cinemes d'Art i Assaig Alemanys
- Drømmer de Dag Johan Haugerud
  - Menció especial: Was Marielle weiß de Frédéric Hambalek

### Premi C.I.C.A.E. Art Cinema
- Sorda d'Eva Libertad (Panorama)
- Wenn du Angst hast nimmst du dein Herz in den Mund und lächelst de Marie Luise Lehner (Forum)

### Label Europa Cinemas
- Hysteria de Mehmet Akif Büyükatalay

### Premi de Cinema Caligari
- Fwends de Sophie Somerville

### Premi Cinema per la Pau
- Khartoum d'Anas Saeed, Rawia Alhag, Ibrahim Snoopy, Timeea M Ahmed i Phil Cox
  - Menció especial: Queer as Punk de Yihwen Chen

### Premi de Cinema Amnistia Internacional
- Die Möllner Briefe de Martina Priessner

### Premi Heiner Carow
- Palliative Care Unit  de Philipp Döring

### Premi AG Kino – Gilde – Cinema Vision 14plus
- Paternal Leave d'Alissa Jung
  - Menció especial: Têtes brûlées de Maja-Ajmia Yde Zellama

### Premi del Jurat de lectors del Berliner Morgenpost
- O Último Azul by Gabriel Mascaro

### Premi del Jurat de Lectors del Tagesspiegel
- The Swan Song of Fedor Ozerov de Yuri Semashko